# تودور کراستف
تودور کراستف (بلغاری: Тодор Кръстев؛ ۱ ژوئن ۱۹۴۵ – ۹ مهٔ ۲۰۰۰) بازیکن فوتبال اهل بلغارستان بود.
از باشگاه‌هایی که در آن بازی کرده‌است می‌توان به اشاره کرد.
وی همچنین در تیم ملی فوتبال بلغارستان بازی کرده‌است.
وی در مسابقات کشوری و بین‌المللی در مجموع برندهٔ ۱ مدال نقره شده‌است.